# Grace Renzi
Grace Renzi (Grace Kantuser), ameriška slikarka, * 9. september 1922, New York, † 4. junij 2011, Cachan, Francija.
Renzi je diplomirala na Queens College-u in Cooper Union Art School, New York. Leta 1953 se je preselila v Pariz, kjer je živela do konca svojega življenja. Grace Renzi se je razen slikarstva ukvarjala tudi z grafiko. Njena dela so del zbirk (javnih ali zasebnih) in galerij, in so bila razstavljena po vsem svetu v individualnih razstavah, skupinskih razstavah, in redno v likovnih salonih. Bila je poročena z skladateljem Božidarjem Kantušerjem. Pokopana je na pokopališču Père-Lachaise v Parizu.

## Življenje
Grace Renzi se je rodila 9. septembra 1922 v New Yorku, v četrti Queens, v bližini ožine East River. Bila je najmlajša od enajstih otrok Michaela (Michelangelo) Renzija in njegove žene Lucy, rojene Lucia Viscusi. Oba starša sta izhajala iz kmečkih družin iz pokrajine Benevento v Italiji in sta se v New York preselila okrog leta 1900. Mati je bila gospodinja in oče delavec. Leta 1923 se je družina preselila blizu Belmont parka, še v Queensu. Velika gospodarska kriza ni preveč vplivala na Grace, ki je bila deležna vzgoje s strani njenih starejših sester, od katerih so bile nekatere učiteljice. Renzijeva je že od svojega ranega otroštva v prostem času po svoji volji risala in slikala, in se temu popolnoma posvetila. Tekom celotnega šolanja je bila odlična učenka in je prejemala štipendije. 
Leta 1940, pri osemnajstih letih, je bila sprejeta na Cooper Union Art School, kjer je začela študirati. Po enem letu študija na Cooper Union se je leta 1941 odločila, da bo predhodno študirala na Queens College, kjer se je učila zlasti z Vaclavom Vytlacilom, in pa Robertom Goldwaterjem na področju umetnostne zgodovine. Leta 1944 je diplomirala z odliko. Po koncu druge svetovne vojne se je vrnila na Cooper Union, kjer je študirala zlasti z go. in g. Harrisonom, Morrisom Kantorjem in Nicholasom Marsicanom. Leta 1948 je diplomirala z odliko in je bila, čeprav za kratek čas, deležna poučevanja Hansa Hofmanna. Svoja dela je razstavljala v salonih in na skupinskih razstavah, predvsem v New Yorku (glej padajoči meni na dnu strani). Odločena, da obišče muzeje po Evropi, je z delom zbirala sredstva za financiranje tega projekta. V letih 1950 do 1951 je poučevala umetnostno zgodovino na Univerzi Hofstra, bila pa je tudi asistentka na Cooper Union.
Leta 1951 je odpotovala na Kubo, kjer je ostala eno leto. Med poučevanjem je odkrivala otok in se zlila z umetniškim okoljem, kjer je spoznala Wifreda Lama in odkrivala njegov umetniški univerzum. V Havani je imela svojo prvo osebno razstavo, ki ji je leta 1952 sledila še druga. Ob vrnitvi v New York in po prebolenem hepatitisu je ponovno poučevala, da je lahko financirala svoje potovanje v Evropo. Septembra 1953 je prispela v Pariz, kjer se je spoznavala z umetniškimi krogi tistega časa. V Montparnassu je spoznala slovenskega skladatelja Božidar Kantušerja, s katerim se je poročila. Zakonca sta se preselila v četrti République. Leta 1955 se jima je rodil sin Borut. Istega leta je Renzijeva s sodelovanjem na skupinski razstavi v galeriji Dragon svoja dela prvič predstavila v Parizu. Pozimi med letoma 1956 in 1957 je po smrti svoje matere odpotovala v New York. Ob vrnitvi v Francijo, leta 1957, se je v šoli ameriške vojske v Bordeauxju zaposlila za polni delovni čas, da bi poskrbela za svojo družino. Njena prva evropska osebna razstava je potekala v Bordeauxju. Leta 1958 je razstavljala v galeriji Antipoète v Parizu, zlasti poleg Jean-Michel Atlana, Jean Fautrierja, Hans Hartunga, Serge Poliakoffa in Sigismond Kolos-Varyja. Konec leta 1958 se je zaposlila kot učiteljica v kraju Fontainebleau, kamor se je družina preselila.
Leta 1962 je sodelovala na razstavi »Donner à voir 2« v galeriji Creuze v Parizu. Kritiko je napisal José Pierre. Na tej razstavi so sodelovali slikarji: Eva Aeppli, Joyce Mansour, Mimi Parent, Grace Renzi, Sabine, Niki de Saint Phalle, Toyen, Ursula in Mary Wilson. V »Fontainebleaujskih« šestdesetih letih dvajsetega stoletja je imela dovolj velik atelje. Čeprav je cenila bližino z naravo, je ostala v stiku s kulturnim življenjem prestolnice. Od leta 1962 je redno razstavljala v različnih pariških salonih. Leta 1964 je njeno osebno razstavo v galeriji Marie-Jacqueline Dumay v Parizu spremljalo besedilo Jean-Clarence Lamberta »L'Inespéré«. Renzijeva je ostala v stiku s svojo družino v Združenih državah Amerike, s katero so se obiskovali. Leta 1968 je imela svojo prvo razstavo v Jugoslaviji, v Portorožu. Leta 1969 je sodelovala pri organizaciji razstave v B.I.M.C., v vili Lavaurs, kraju Fontainebleau. Na tej razstavi so med drugimi razstavljali Roberto Altmann, John Christoforou, Pranas Gailius, Jacques Hérold, Sigismond Kolos-Vary, Wifredo Lam, Grace Renzi, Emil Wachter in Karel Zelenko, podprl pa jo je tudi Jean Bouret v časopisu »Les Lettres françaises«. Leta 1969 je Renzijeva začela poučevati na mednarodni šoli Marymount, v kraju Neuilly, pri Parizu.
Leta 1970 je bila povabljena k sodelovanju na dveh razstavah v Jugoslaviji, na Reki in v Piranu. V sedemdesetih letih dvajsetega stoletja je družina poletja preživljala v Grožnjanu, kjer se je pridružila poletni koloniji umetnikov, ki je to istrsko mestece znova oživela. Renzijeva je sodelovala tudi na skupinskih razstavah umetnikov Grožnjana, tako v mestu samem, kot tudi v Piranu ali v Subotici. Leta 1971 so Kantušerjevi zapustili Fontainebleau in se vrnili v Pariz, kjer so sprva stanovali v četrti Bastille, nato na naslovu Rue de Rome. Leta 1972 je Renzijeva imela osebno razstavo v Ameriškem centru, Bd Raspail, v letih 1972 in 1973 pa je zasnovala vitražna okna za kapelo v Monpazieru, na jugozahodu Francije. Od leta 1973 do 1976 je stanovala v ateljeju Cité internationale des arts, kjer sta zakonca sklenila veliko novih poznanstev. Leta 1974 se je v pariški galeriji Christiane Colin predstavila z osebno razstavo. Povabilo na razstavo je obogatilo besedilo umetnika Jacquesa Hérolda na temo njenih del, kritika Jeana Boureta pa je izšla v časopisu »Les Nouvelles littéraires«. Po letu 1976 sta se zakonca Kantušer nastanila v dependanso stavbe Cité des arts, na obrežju reke Sene, v službenem stanovanju centra B.I.M.C.. Renzijeva je tu imela atelje, manjši od prejšnjega. Leta 1979 je organizirala osebno razstavo svojih del v BIMC galeriji in tudi prejela nagrado »Art Directors Club«. Istega leta je sodelovala na skupinski razstavi v pariški galeriji Koryo, zlasti v družbi korejskega slikarja Ung No Leeja. Tekom desetletja je razstavljala na več kot dvajsetih skupinskih razstavah in v salonih v Evropi in Združenih državah Amerike.
Leta 1980 je galerija Koryo predstavila njene najnovejše slike. Umetnica je soorganizirala razstave v BIMC galeriji, kjer je razstavljala tudi svoja dela. V osemdesetih letih dvajsetega stoletja je imela deset osebnih razstav (od katerih sta bili dve posvečeni njenim grafikam) v Kamniku, Ljubljani, Nantesu, Parizu, Salzburgu in Benetkah. V osemdesetih letih je poleg slikarstva veliko svojega časa posvečala grafiki in delala predvsem v atelje/tiskarni v Cité des arts. Redno je razstavljala v salonih (slikarstva in grafike) in sodelovala na več skupinskih razstavah v Angliji, na Danskem, v Franciji (Nantes, Pariz in Perpignan), na Japonskem, v Nemčiji, Sloveniji, Španiji ter v ZDA. Leta 1982 je prenehala poučevati in zakonca sta veliko potovala, predvsem v Benetke, Slovenijo in Hrvaško, in na Dunaj. Leta 1982 je potekala osebna razstava v galeriji Veronika, v Kamniku. Preko centra BIMC je Renzijeva imela tudi atelje v Kamniku, vendar ga skoraj ni uporabljala. Svoja dela je predstavila v Benetkah na dveh osebnih razstavah, katerih otvoritev je spremljala kritika Enza Di Martina, v centru Segno Grafico leta 1981 in v galeriji Il Traghetto leta 1984. Leta 1984 se je v Berlinu rodil njen vnuk Nicolas. Po aferi Malik Oussekine v Parizu leta 1986 je začela z več slikarskimi deli na platnu in papirju, posvečenimi tej tragediji. Prejela je tri umetniške nagrade: leta 1987 je prejela nagrado Michel de Ghelderode, leta 1988 mednarodno nagrado Prijs voor Marineschilderen v Antwerpenu ter nagrado »Do Forni« v Benetkah. Leta 1987 je sodelovala na Mednarodnem grafičnem bienalu v Ljubljani (kjer je redno sodelovala do leta 1995). V letu 1988 je v Mali galeriji Moderne Galerije v Ljubljani potekala osebna razstava njenih slik. Ob koncu desetletja je poleg potovanja v New York leta 1989 potovala tudi po Evropi, in se odpravila na umetniško turistično potovanje po vsej Jugoslaviji skupaj s Kantušerjem in zakoncema Hoffschir.
Leta 1990 je Renzi prejela častni naziv Bailli d'Honneur de Lalande-de-Pomerol. Od začetka devetdesetih let dvajsetega stoletja je bila članica grafičnega ateljeja Bo Halbirk v Parizu in njena dela so bila del razstav ateljeja, vendar pa je še naprej sodelovala na razstavah grafičnega ateljeja Cité des Arts. Istega leta sta umetnico v akademske namene intervjuvali Aulikki Eromäki in Ingrid Wagner, nakar je imela leta 1991 priložnost predavati na Univerzi za umetnost (Universität der Künste) v Berlinu v okviru svojega sodelovanja na razstavi »Im Unterschied« v NGBK. Renzijeva je v osemdesetih letih dvajsetega stoletja na platnu začela uporabljati tehniko akrila, nakar se je vrnila k oljni tehniki. V devetdesetih letih dvajsetega stoletja je imela pet osebnih razstav v Cuxhavenu, Fresnesu in Parizu, njeno delo pa je bilo vključeno v stalne zbirke v Cuxhavenu, Guangzhouju, Maastrichtu, New Yorku in Sarcellesu. Tekom desetletja so bila njena dela predstavljena na več kot tridesetih skupinskih razstavah, bodisi v salonih ali na skupinskih razstavah v Berlinu, Chennevières-sur-Marnu, Fredrikstadu, Grenoblu, La Villedieuju, Ljubljani, Maastrichtu, Nantesu, New Yorku, Parizu, Sarcellesu in Ville-d'Avrayju. Njena dela so krasila več knjig, njeni bakrorezi so del literarnega dela »Épaves« (Naplavine) Daniela des Brossesa, katerega pesmi so navdahnile tudi Kantušerja. Zakonca Kantušer sta v tem desetletju večkrat obiskala Združene države Amerike in bivala v New Yorku pri njuni prijateljici Betty Statler (12th Street). Leta 1997 sta Godfrey Howard (Oxon) in Françoise Legrand sprejela zakonca v Oxfordu. Leta 1999 se je Mary Anne Rose sestala z Renzijevo v akademske namene. Božidar Kantušer je maja 1999 nenadoma umrl.
Renzijeva je po smrti moža prenehala slikati. Naslednjih deset let je živela sama. Zahvaljujoč njej in veleposlaništvu ZDA v Parizu so rokopisi Kantušerjevih partitur shranjeni v Kongresni knjižnici v Washingtonu. Leta 2000 je med poklonom Kantušerju predstavila svoja dela na osebni razstavi v Grožnjanu, v studiu Porton. Leta 2001 je soorganizirala skupinsko razstavo v muzeju Hofstra, v New Yorku, kjer je vključila tudi dve svoji deli. Renzijeva je dala izklesati originalno delo za možev nagrobnik na pokopališču Père-Lachaise. V letu 2002 je v BIMC galeriji priredila retrospektivno razstavo svojega dela preteklih petdesetih let. Prisotna je bila v filmu Françoisa Goetghebeurja »Voyage musical en Slovénie« (2004) in v filmu, ki ga je v Parizu posnel Chen Tan (2004−2005). Ker ni imela več na voljo ateljeja, je v letih 2004 do 2005 na dražbi v Hôtelu Drouot prodala vse svoje slike na platnu, razen najnovejših (iz devetdesetih letih). Več svojih del, posvečenih aferi Malik Oussekine, je predstavila na osebni razstavi v Givorsu leta 2007, kjer so bila prodana na dražbi, v korist slikarskih ateljejov za otroke iz revnih četrti. Tukaj je njeno slikarsko delo premišljeno figurativno, ekspresionistično, medtem ko je bilo njeno delo na splošno označeno kot abstraktno. Tekom desetletja je sama obiskala muzeje v Španiji, poleti 2007 pa je obiskala tudi muzej Kirsten Kjaers na Danskem, kjer je ostala nekaj tednov. Čeprav je v letih 2008 in 2009 že težko potovala, je rade volje z vlakom za en dan odpotovala v Deauville ali Giverny.
Ko ni mogla več skrbeti sama zase, je leta 2010 odšla v dom za upokojence EHPAD Cousin de Méricourt, v Cachanu. Grace Renzi (Grace Kantušer) je umrla 4. junija 2011 v Cachanu, v starosti 88 let. Pokopana je poleg svojega moža, na pokopališču Père-Lachaise. Njeno delo je predstavljeno v stalnih in javnih zbirkah v Franciji, Italiji, na Japonskem, na Kitajskem, v Nemčiji, na Nizozemskem, v Sloveniji in v Združenih državah Amerike. Njena dela so tudi del zasebnih zbirk v Ameriki in Evropi.

## Razstave in zbirke
Seznam razstav del Grace Renzi med letoma 1948 in 2007, ki mu sledi seznam stalnih zbirk, ki vključujejo dela Grace Renzi.
Seznam razstav je sestavljen na podlagi dokumentacije in katalogov umetnice, in tudi preko publikacij o umetnici.
Solo razstave so v krepkem tisku.
Razstave
1948
- Idella La Vista, New York.
- Seligman Gallery ("Under 25"), New York.
- National Academy Annual, New York.

1949
- Idella La Vista, New York.
- Ward Eggleston Gallery, New York.
- Whitney Annual, Whitney Museum, New York.
- Audubon Show, New York.
- Addison Gallery of American Art ("25 Art Schols, U.S.A."), Andover, Massachusetts.

1950
- Idella La Vista, New York.
- Contemporary Arts Gallery, New York.

1951
- Lyceum, Havana.

1952
- Instituto Cultural Cubano-Norteamericano, Havana.

1955
- Galerie du Dragon, Pariz.

1958
- Ameriški kulturni center, Bordeaux.
- Mestna galerija likovnih umetnosti, Bordeaux.
- Galerie L'Antipoète, Pariz.

1962
- Salon d'automne, Pariz.
- Galerie Creuze, Pariz.

1963
- Galerie Weiller, Pariz.
- The Lighthouse Queens Center, New York.
- Galerie du Ranelagh, Pariz.

1964
- Galerie Marie-Jacqueline Dumay, Pariz.

1965
- Salon Comparaisons, Pariz.

1966
- Salon Comparaisons, Pariz.
- Mestno gledališče, Fontainebleau.

1967
- Maison de la Culture, Le Havre.
- Salon Comparaisons, Pariz. (?)

1968
- Maison de la Culture, Le Havre.
- Mala Galerija, Portorož.

1969
- Maison de la Culture, Le Havre.
- B.I.M.C., Villa Lavaurs, Fontainebleau.

1970
- Maison de la Culture, Le Havre.
- Moderna Galerija, Reka.
- Mestna galerija Piran, "Umetniki Grožnjana", Piran.

1971
- Mednarodna šola Marymount, Neuilly.
- Maison de la Culture, Le Havre.
- Galerija Čuk, Grožnjan. (1971 do 1978)

1972
- Mestna galerija Piran, "Umetniki Grožnjana", Piran.
- American Center, Pariz.

1973
- Salon Grands et Jeunes d'Aujourd'hui, Pariz.
- Vitraji za kapelo, Monpazier.
- Cité internationale des arts, Pariz, letna razstava. Od leta 1973, in ca. naslednjih 30 let, je Renzi sodelovala pri skoraj vsaki letni skupinski razstavi v Cité des Arts.
- Koncertni atelje Društva slovenskih skladateljev, Ljubljana.
- Razstava umetnikov Grožnjana, Grožnjan.

1974
- Galerie Christiane Colin, Pariz.
- Salon Comparaisons, Pariz.

1975
- Razstava "10 let Grožnjana", Grožnjan.
- Ron Michels Gallery, Toledo, Ohio.

1976
- Ameriška knjižnica, Bruselj.
- Vitraji v cerkvi, Moissac.

1977
- XV. likovni susret (umetniki Grožnjana), Subotica.

1978
- Salon Comparaisons, Pariz.
- Galerija Čuk, Grožnjan. (1971 do 1978)

1979
- Art Directors Club (58. letna razstava), New York.
- B.I.M.C. galerija, Pariz.
- Galerie Koryo, Pariz.

1980
- Galerie Koryo, Pariz.
- Salon La Lettre et le Signe, Pariz.

1981
- BIMC galerija, Pariz.
- Segno Grafico, Benetke.
- BIMC galerija, Pariz.
- Italijanski kulturni inštitut v Parizu.
- Centre Pompidou, "Témpoignages", Pariz.
- FNAC Forum, "L´Art de la Litho" (Atelje Pons), Pariz.

1982
- Galerija Veronika, Kamnik.
- Cité internationale des arts, Pariz, razstava "Cité des Arts veterani" in razstava ateljea Grafike.
- Salon Ecritures, Pariz.
- Salon La Lettre et le Signe, Pariz.
- BIMC galerija, Pariz.

1983
- BIMC galerija, Pariz. (retrospektiva - 30 let)
- BIMC galerija, Pariz.
- Galerie Le Soleil Bleu, "Mosaïque" , Pariz.
- Les Editions des Prouvaires, Longjumeau.
- Cité des arts, Le Trait (društvo grafikov), Pariz.

1984
- Centre Roger Portugal, Nantes.
- Galerie Il Traghetto, Benetke.

1985
- Ateliergalerie Nonntal, Salzburg.

1986
- Galerie Pensée sauvage, Pariz.
- Cité des arts, Pariz, atelje grafike.
- Salon Comparaisons, Pariz.
- Leipziger Grafik Börse, Leipzig. ?

1987
- Seneres on Sixth, New York.
- Cité des arts, Pariz, razstava "Cité des Arts veterani" in razstava ateljea Grafike.
- Salon d'automne, Pariz.
- BIMC galerija, Pariz.
- Mednarodni grafični bienale, Ljubljana.
- ?, Humberside.

1988
- BIMC galerija, Pariz.
- Académie royale des beaux-arts, Antwerpen.
- Moderna Galerija (Mala Galerija), Ljubljana.
- Maximo Ramos, Ferrol, Galicija.
- Salon International de Gravure, Nantes.
- Biennale de Gravure, Perpignan.
- SAGA, Pariz. (stand J. de Champvallins)

1989
- Lyngby Kunstforening, Danska (atelier Bo Halbirk).
- Likovno poletje, Kranj.
- Mednarodni grafični bienale, Ljubljana.
- Kanagawa Prefectural Gallery, Jokohama.
- Cité des arts, Pariz, razstava ateljea Grafike.

1990
- CRAC, Grenoble.
- Anita Shapolsky Gallery, "The Expanding Figurative Imagination", New York.
- Galerie Artica, Cuxhaven.
- Galerija Vieille du Temple, Pariz. ("Naplavine")
- La Villedieu (Versailles), "Le Livre gravé".
- Biennale de Gravure, Sarcelles.
- Salon International de Gravure, Nantes.

1991
- NGBK, Berlin.
- Mednarodni grafični bienale, Ljubljana.
- Art Majeur, Pariz.

1992
- Cité des arts, "Le Trait", Pariz.
- SAGA, Pariz. (stand S. Combescot)
- Biennale de Gravure, Sarcelles.
- Biennale de Gravure, Maastricht.

1993
- Mednarodni grafični bienale, Ljubljana.
- Salon de mai, Pariz.
- Salon de la Gravure, Ville-d'Avray.

1994
- Salon d'automne, Pariz.
- Hôtel Scipion, Pariz, "Le Trait".
- Potujoča razstava grafik, Danska.

1995
- Cité des arts, Pariz, atelje grafike.
- BIMC galerija, Pariz, "Memoire de Paris".
- Anita Shapolsky Gallery, "The Fifties", New York.
- Mednarodni grafični bienale, Ljubljana.
- Triennale de Gravure, Fredrikstad.
- Salon de mai, Pariz.
- Ancienne Mairie, Chennevières-sur-Marne.

1996
- Salon de mai, Pariz.
- Salon des réalités nouvelles, Pariz.
- Galerie Graphes, Pariz. (98?)
- BIMC galerija, Pariz. (novejše grafike)
- Ferme de Cottinville, Fresnes. (novejše grafike)

1997
- Anita Shapolsky Gallery, New York.
- Salon d'automne (oddelek za grafiko), Pariz.
- Cité des arts, Pariz, Le Mois de L'Estampe.
- Salon de Gravure, Sarcelles.

1998
- Guangdong Museum of Art, "European Prints", Guangzhou.
- Galerie Graphes, Pariz.
- Salon Comparaisons, Pariz.
- Cité des arts, Pariz, Le Mois de L'Estampe.
- SAGA, Pariz. (stand J. de Champvallins)

2000
- Studio Porton, Grožnjan.
- Grafisk Blade, Parijs - Denemarken - Brussel. (atelier Bo Halbirk)
- Salon Comparaisons, Pariz.

2001
- Emily Lowe Gallery, Hofstra Museum, New York.
- Salon Comparaisons, Pariz.

2002
- BIMC galerija, Pariz. (retrospektiva - 50 let)
- Salon Comparaisons, Pariz.

2003
- Salon d'automne (oddelek za slikarstvo), Pariz.
- Galerija Épreuves d'Artistes, Antwerpen. (atelier Bo Halbirk)
- Skovhuset - Contemporary Art Center, Kopenhagen. (atelier Bo Halbirk)
- Galerie Ellen Friling, Kopenhagen. (atelier Bo Halbirk)

2004
- Espace Camille Claudel, Charenton-le-Pont. (atelier Bo Halbirk)
- Espace Jean Legendre, Compiègne. (atelier Bo Halbirk)

2006
- Mediateka Hector Berlioz, Projekt glasba in grafika (z Torben Bo Halbirkom in Anne Sahli), Pariz.
- Cité des arts, Exposition d'Estampes, Pariz. (atelier Bo Halbirk)

2007
- Amis des Arts, konservatorij, Givors.

Zbirke
Ta seznam stalnih/javnih zbirk je mogoče nepopoln.
- Artothèque Legendre, Compiègne, Francija.
- Atelier Bo Halbirk, Pariz, Francija.
- Galerie Darga-Lansberg, Pariz, Francija.
- La Libre Errance (Galerija Graphes), Pariz, Francija.
- Mairie de Sarcelles, Sarcelles, Francija.
- Centre International de Gravure (Venezia Viva), Benetke, Italija.
- Kanagawa Prefectural Gallery, Yokohama, Japonska.
- Guangdong Museum of Art, Guangzhou, Kitajska.
- Galerie Artica, Cuxhaven, Nemčija.
- Maastricht International Museum, Maastricht, Nizozemska.
- Društvo slovenskih skladateljev, Ljubljana, Slovenija.
- Gallery Anita Shapolsky, New York, ZDA.
- Hofstra Museum, New York, ZDA.